# 海口碘泡虫
海口碘泡虫（学名：Myxobolus haikowensis）为碘泡科碘泡虫属的动物。在中国，分布于海南等，营寄生生活，寄生在宽鳍鱲的后肠。